# Langton Long Blandford
Langton Long Blandford è un villaggio e parrocchia civile dell'Inghilterra, appartenente alla contea del Dorset.